# Тетрадката
„Тетрадката“ (на английски: The Notebook) е американски романтичен филм от 2004 г., режисиран от Ник Касаветес и базиран на романа на Никълъс Спаркс, носещ същото име. Филмът е с участието на Райън Гослинг и Рейчъл Макадамс в ролите на Ноа и Али, млада двойка, която се влюбва в началото на 40-те години на 20 век. Историята се разказва от възрастен мъж, в наши дни, изигран от Джеймс Гарнър, който чете от една тетрадка на героинята на Джина Роуландс.

## Резюме
В наши дни, в един старчески дом, възрастен мъж на име Дюк (Джеймс Гарнър) започва да чете любовна история от тетрадка на една от пациентките в дома (Джина Роуландс), с която изглежда че се е сприятелил.
Историята, разказвана в тетрадката, започва през 1940 година. На карнавал в Сибрук Айлъндс, Южна Каролина, местно селско момче – Ноа Калхун (Райън Гослинг) вижда седемнадесетгодишната Али Хамилтън (Рейчъл Макадамс), градско момиче, което е на ваканция тук със семейството си и е привлечен силно към нея. Тя обаче отказва неговите постоянни опити да я ухажва, докато техните доброжелателни приятели не ги събират. Те се опознават по време на една среднощна разходка из празния Сибрук и се влюбват един в друг.
Ноа и Али прекарват едно прекрасно лято заедно. Една нощ, преди Али да напусне града, тя и Ноа отиват в изоставена къща, наречена „Плантацията Уиндзор“. Ноа ѝ казва че мечтае да купи тази къща и Али го кара да ѝ обещае, че къщата ще бъде бяла, със сини капаци на прозорците, с огромна веранда и стая, която да гледа към езерото и в която тя да може да рисува. Те имат намерение да правят любов за първи път, но са прекъснати от Фин (Кевин Конъли), приятелят на Ноа, който пристига с новините, че родителите на Али са извикали полиция да я търсят. Когато Али се прибира вкъщи, родителите ѝ ѝ забраняват да се вижда повече с Ноа. Те не одобряват връзката на дъщеря си със селското момче. Али е разстроена и се скарва с Ноа и двамата решават да прекратят връзката си. Али веднага започва да съжалява за решението си, но Ноа си тръгва с колата. На следващата сутрин майката на Али ѝ казва, че те тръгват обратно още същия ден. Али отчаяно тръгва да търси Ноа, но е принудена да си тръгне без да успее да се сбогува с него. Семейство Хамилтън изпраща Али в Ню Йорк, където тя започва да посещава колежа Сара Лоурънс. Ноа, опустошен след тяхната раздяла, пише на Али по едно писмо всеки ден в продължение на цяла година, но така и не получава отговор, тъй като майка ѝ крие писмата от нея. Ноа и Али нямат друг избор, освен всеки да продължи с живота си. Али продължава да ходи на училище, а Ноа и Фин се записват като доброволци във Втората Световна Война. Фин е убит в битка.
Али става медицинска сестра и се грижи за ранените войници. Така тя се запознава с богатия Лон Хамънд младши (Джеймс Марсдън), млад адвокат, с добри връзки, който е красив, изискан, очарователен и най-важното – южняк. Двамата се сгодяват, за радост на родителите на Али, въпреки че Али вижда лицето на Ноа, когато Лон ѝ предлага брак.
Когато Ноа се връща вкъщи, той открива, че баща му е продал къщата, така че Ноа да може да отиде и да си купи мечтаната плантация „Уиндзор“. Докато посещава Чарлстън, за да оправи някои документи, Ноа вижда Али и Лон да се целуват в един ресторант. Това го подлудява и той вътрешно започва да се убеждава, че ако оправи къщата, то тогава Али ще се върне при него.
Лентата се превърта в наши дни и става ясно, че възрастната жена е Али и тя страда от старческа деменция и няма спомени, а Дюк е нейният съпруг. Али не разпознава своите пораснали деца и внуци, които умоляват Дюк да се прибере при тях. Той настоява да остане при Али.
Филмът отново ни връща в 1940-те години. Докато мери своята булчинска рокля, Али внезапно попада на статия във вестника, показваща как Ноа е завършил къщата. Тя е толкова изумена, че припада. Али посещава Ноа в Сибрук и той я кани на вечеря, по време на която Али му казва за своя годеж. Ноа я разпитва дали бъдещият ѝ съпруг е добър мъж и тя го уверява, че е такъв. По-късно същата вечер, Ноа кани Али да се върне на другата сутрин. На следващата сутрин те отиват да покарат лодка в близкото езеро и започват да си припомнят своето лято заедно. Започва да вали и Ноа приближава лодката към брега, където Али настоява да знае защо Ноа така и не ѝ е писал. След като Ноа ѝ казва, че ѝ е писал, те страстно се целуват и после правят любов.
На следващия ден майката на Али се появява на прага на Ноа, за да каже на Али, че Лон я е последвал в Сибрук, след като баща ѝ му е разказал за Ноа. Майка ѝ я извежда на разходка с колата, за да ѝ покаже, че и в нейния живот е имало момент, подобен на това, което Али преживява сега. Когато я връща при Ноа, тя подава на дъщеря си снопчето с 365-те писма, които Ноа ѝ е написал. Когато остават сами, Ноа пита Али какво смята да прави. Али е объркана и признава, че не знае. Ноа я моли да остане при него, знаейки, че ще е много трудно, но той иска да премине през всичко, защото иска да бъде с нея. Объркана както никога, Али си тръгва.
Али отива в хотела и признава на Лон, който е ядосан, но все още я обича. Той ѝ казва, че не иска да убеждава годеницата си да остане с него, но Али му казва, че не е нужно, защото тя вече знае, че трябва да бъде с него.
Филмът се връща към възрастната двойка и Дюк пита Али кого е избрала. Тя скоро разбира отговора сама; младата Али се появява на прага на Ноа, след като е избрала него и е оставила Лон в хотела. Двамата се прегръщат и се събират отново.
Възрастната Али внезапно си припомня своето минало преди тя и Ноа/Дюк да преживеят кратък интимен момент заедно. Става ясно, че преди време, когато Али разбира за болестта си, тя написва тяхната история в тетрадката и моли Ноа „Чети ми това и аз ще се връщам при теб“. Но скоро болестта ѝ се завръща и всички спомени за Ноа са отново изгубени. Тя се паникьосва и трябва да бъде упоена от лекаря. За Ноа е прекалено трудно да гледа това и той се пречупва. На следващата сутрин го намират в безсъзнание в леглото и е откаран в болница; по-късно той се връща в старческия дом. Късно същата нощ, той отива в стаята на Али и тя отново си спомня. На следващата сутрин една сестра ги открива заедно в леглото, починали в мир, държейки един друг ръката си. Последната сцена показва ято птици, които отлитат.

## „Тетрадката“ в България
На 6 септември 2008 г. Нова телевизия излъчи филма с български дублаж. Дублажът е от Арс Диджитал Студио, чийто име не се споменава. Екипът се състои от:
| Преводач            | Николай Борисов                                                             |
| Режисьор на дублажа | Екатерина Късметлийска                                                      |
| Тонрежисьор         | Вилислав Панков                                                             |
| Озвучаващи артисти  | Христина Ибришимова Ани Василева Николай Николов Борис Чернев Силви Стоицов |

На 22 септември 2011 г. започва повторно излъчване по bTV с втори войсоувър дублаж.
| Преводач            | Тония Микова                                                               |
| Режисьор на дублажа | Радослав Рачев                                                             |
| Тонрежисьор         | Наско Кашаров                                                              |
| Озвучаващи артисти  | Таня Димитрова Ася Рачева Стефан Димитриев Пенко Господинов Калин Сърменов |